# Загальний словник закупівель
Загальний словник закупівель (англ. Common Procurement Vocabulary, скорочено CPV) був розроблений Європейським Союзом для полегшення обробки запрошень до участі в електронних закупівлях, опублікованих в Офіційному журналі Європейського Союзу (OJEU), за допомогою єдиної системи класифікації для опису предмета публічних контрактів. Він був заснований Регламентом (ЄС) № 2195/2002 Європейського Парламенту та Ради про Загальний словник закупівель (CPV) та змінений Регламентом Європейської Комісії (ЄС) № 213/2008 від 28 листопада 2007 року.

## Опис
Кодифікація CPV складається з основного словника, який визначає предмет контракту, і додаткового словника для додавання додаткової якісної інформації. Основний словниковий запас базується на деревоподібній структурі, що складається з кодів до 9 цифр (8-значний код плюс контрольна цифра). Ця комбінація цифр пов'язана з формулюванням, яке описує тип поставок, робіт або послуг, що визначають предмет договору. Заклик до тендеру досить часто описується декількома кодами CPV, щоб дати кращий та детальніший опис об'єкта контракту. Комерційні організації, які рекламують державні контракти своїм членам або читачам, як правило, використовують коди CPV для ідентифікації секторів бізнесу, які можуть бути зацікавлені в конкретних тендерах, а також коди NUTS, які вказують країну та регіон, у якому має виконуватися контракт.

### Основна класифікаційна структура словника
Цифровий код складається з 8 цифр, які поділяються на: Поділки: перші дві цифри коду XX000000-Y.
Групи: перші три цифри коду XXX00000-Y.
Класи: перші чотири цифри коду XXXX0000-Y.
Категорії: перші п'ять цифр коду XXXXX000-Y.
В Україні використовують Національний класифікатор Єдиний закупівельний словник ДК 021:2015, затверджений наказом Мінекономрозвитку України від 23 грудня 2015 року № 1749.
В основному та додатковому словниках назви продукції та послуг — предметів закупівель, а також описи їхнього призначення чи додаткових характеристик мають англійські відповідники. У такий спосіб Єдиний державний закупівельний словник згармонізований з європейським словником закупівель Common Procurement Vocabulary (CPV).

## Приклади
Деякі приклади (взято з доповненої версії 2008 року):
03113100-7 Цукровий буряк
03113200-8 Цукрова тростина
18451000-5 Кнопки
18453000-9 Застібки-блискавки
71355000-1 Послуги геодезії
71355200-3 Боєприпаси
Кожна з трьох останніх цифр коду дозволяє більш точно описати предмет у кожній категорії. Дев'ята цифра, так звана «контрольна цифра», перевіряє попередні вісім, уникаючи можливої помилки у присвоєнні кодів предмету закупівлі.

## Додатковий словниковий запас
Хоча додатковий словник не завжди використовується, його можна додати в деяких випадках, щоб розширити опис предмета контракту. Він складається з буквено-цифрового коду з відповідним формулюванням, що дозволяє додавати додаткові відомості щодо конкретної природи, мети або контексту товарів або послуг, що купуються: наприклад, конкретні метали можуть бути позначені, наприклад AA08-2 (олово) або AA09-5 (цинк); форму їжі можна позначити, наприклад BA04-1 (свіжий), BA06-7 (гарячий) або BA24-1 (заморожений); і користувачі або бенефіціари можуть бути визначені, наприклад EA02-8 (для дітей) або EA07-3 (для вагітних).
Додатковий словник було відредаговано та доповнено редакцією 2008 року.
Алфавітно-цифровий код включає такі рівні:
- перший рівень, що містить букву, що відповідає розділу;
- другий рівень, що складається з чотирьох цифр: три для позначення підрозділу і останній для перевірки.